# Anderson dos Santos
Anderson dos Santos (født 29. december 1985) er en brasiliansk fodboldspiller.